# اژدهامار
اژدها مار (نام علمی: Xenodermus javanicus) نام یک گونه از خانواده قمچه‌ماران است.